# موتور بيجار زهي (بمبور الشرقي)
موتور بیجار زهي (بالإنجليزية: Mowtowr-e Beyjar Zehi)‏ هي منطقة سكنية تقع في إيران في سيستان وبلوتشستان.